# Oblates de l'Eucharistie
Les Oblates de l'Eucharistie sont une congrégation religieuse féminine hospitalière et contemplatif de droit diocésain.

## Histoire
La congrégation est fondée le 21 novembre 1932 à Saint-Germain-en-Laye par Madeleine Martin en religion Mère Marie de Jésusdans le but de prier pour l’Église et les prêtres. Elles se fixent d'abord à Neuilly-sur-Seine. En 1946, elles ouvrent la maison Notre-Dame du Lac à Rueil-Malmaison puis la maison Jean XXIII à Frelinghien dans le Nordoù elles se dévouent pour les soins palliatifs. Ces deux maisons sont maintenant confiées à la fondation des diaconesses de Reuilly.